# Seznam vrcholů ve Ždánickém lese

Ždánický les na mapě Vnějších Západních Karpat

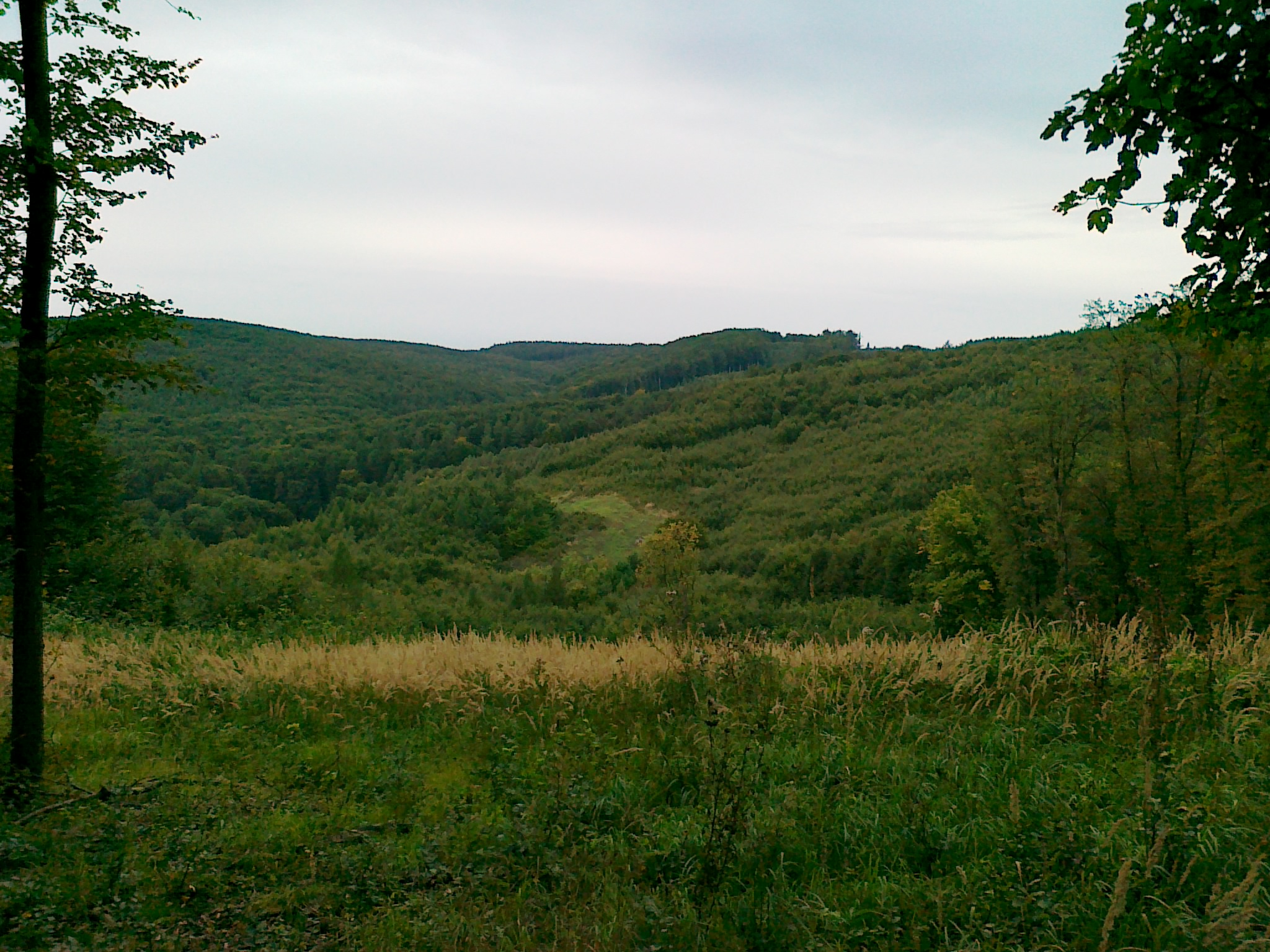
U Slepice (439 m)

Seznam vrcholů ve Ždánickém lese obsahuje pojmenované ždánické vrcholy s nadmořskou výškou nad 350 m a dále všechny vrcholy s prominencí (relativní výškou) nad 100 m. Seznam je založen na údajích dostupných na stránkách Mapy.cz a ze základních topografických map. Jako hranice pohoří byla uvažována hranice stejnojmenného geomorfologického celku.

## Seznam vrcholů podle výšky
Seznam vrcholů podle výšky obsahuje všechny pojmenované vrcholy s nadmořskou výškou nad 350 m a prominencí alespoň 5 m. Celkem jich je 20, z toho 7 s výškou nad 400 m. Nejvyšší horou je vrch U Slepice s nadmořskou výškou 439 m, který se nachází v geomorfologickém okrsku Uhřická vrchovina.
| #   | Vrchol          | Výška m n. m. | Souřadnice                       | Okrsek              | Přístup                   |
| --- | --------------- | ------------- | -------------------------------- | ------------------- | ------------------------- |
| 1.  | U Slepice       | 439           | 49°06′02″ s. š., 17°02′58″ v. d. | Uhřická vrchovina   | červená turistická značka |
| 2.  | Radlovec        | 426           | 49°05′53″ s. š., 17°00′58″ v. d. | Uhřická vrchovina   | neznačeno                 |
| 3.  | Stará hora      | 415           | 49°04′50″ s. š., 16°58′34″ v. d. | Uhřická vrchovina   | neznačeno                 |
| 4.  | Přední kout     | 410           | 48°58′15″ s. š., 16°46′47″ v. d. | Divácká vrchovina   | neznačeno                 |
| 5.  | Červená hora    | 407           | 49°05′06″ s. š., 17°03′39″ v. d. | Uhřická vrchovina   | neznačeno                 |
| 6.  | Na hradisku     | 401           | 49°05′35″ s. š., 16°59′17″ v. d. | Uhřická vrchovina   | neznačeno                 |
| 7.  | Holý vrch       | 400           | 48°58′21″ s. š., 16°45′57″ v. d. | Divácká vrchovina   | neznačeno                 |
| 8.  | Kalvice         | 394           | 49°05′27″ s. š., 17°05′32″ v. d. | Uhřická vrchovina   | neznačeno                 |
| 9.  | Žerotínský vrch | 381           | 48°59′04″ s. š., 16°45′28″ v. d. | Divácká vrchovina   | neznačeno                 |
| 10. | Vlčí hora       | 378           | 49°05′50″ s. š., 16°54′16″ v. d. | Uhřická vrchovina   | neznačeno                 |
| 11. | Písečná         | 375           | 49°03′46″ s. š., 16°53′31″ v. d. | Uhřická vrchovina   | neznačeno                 |
| 12. | Liščí vrch      | 375           | 48°59′19″ s. š., 16°44′20″ v. d. | Divácká vrchovina   | neznačeno                 |
| 13. | Nedánov         | 368           | 48°58′51″ s. š., 16°49′18″ v. d. | Divácká vrchovina   | zelená turistická značka  |
| 14. | Maliny          | 366           | 49°04′01″ s. š., 16°58′45″ v. d. | Uhřická vrchovina   | neznačeno                 |
| 15. | Křestánov       | 364           | 49°03′54″ s. š., 16°52′16″ v. d. | Uhřická vrchovina   | neznačeno                 |
| 16. | Kozí hřbet      | 364           | 49°04′37″ s. š., 17°02′30″ v. d. | Uhřická vrchovina   | neznačeno                 |
| 17. | Randle          | 362           | 49°02′36″ s. š., 16°49′53″ v. d. | Otnická pahorkatina | neznačeno                 |
| 18. | Hradisko        | 361           | 49°07′15″ s. š., 17°06′33″ v. d. | Uhřická vrchovina   | neznačeno                 |
| 19. | Dubový vrch     | 358           | 49°03′48″ s. š., 17°00′21″ v. d. | Uhřická vrchovina   | neznačeno                 |
| 20. | Novosady        | 350           | 49°03′09″ s. š., 16°51′07″ v. d. | Uhřická vrchovina   | neznačeno                 |

## Seznam vrcholů podle prominence
Seznam vrcholů podle prominence obsahuje všechny ždánické vrcholy s prominencí (relativní výškou) nad 100 m bez ohledu na nadmořskou výšku. Celkem jsou 3. Nejprominentnějším vrcholem je nejvyšší U Slepice (154 m), který se nachází v geomorfologickém okrsku Uhřická vrchovina.
| #  | Vrchol      | Výška m n. m. | Promi- nence | Izolace (km)       | Souřadnice                       | Přístup                   |
| -- | ----------- | ------------- | ------------ | ------------------ | -------------------------------- | ------------------------- |
| 1. | U Slepice   | 439           | 154          | 07,5 → Lenivá hora | 49°06′02″ s. š., 17°02′58″ v. d. | červená turistická značka |
| 2. | Kobylí vrch | 334           | 146          | 07,2 → Plunary     | 48°55′39″ s. š., 16°54′28″ v. d. | neznačeno                 |
| 3. | Přední kout | 410           | 113          | 13,6 → Děvičky     | 48°58′15″ s. š., 16°46′47″ v. d. | neznačeno                 |